# استیوردال
استیوردال (به لاتین: Stjørdal) یک شهرداری در نروژ است که در نورد تروندلاگ واقع شده‌است.
این شهرداری در شرق مرکز استان، یعنی تروندهایم، قرار گرفته است. شهرداری فعلی در سال ۱۹۶۲ میلادی با ادغام ۴ شهرداری  سابق، رسمیت پیدا کرد. کل مساحت محدودهٔ شهرداری استیوردال، ۹۳۸ کیلومتر مربع است. جمعیت استیوردال، ۲۴۰۲۸ نفر برآورد می شود و بعد از تروندهایم، دومین شهر پر جمعیت استان تروندلاگ، بوده و تعداد جمعیت در آن، همچنان رو به افزایش است.  بلندترین نقطه، در محدودهٔ شهرداری، ۱۱۷۱ متر بالاتر از سطح دریا ارتفاع دارد.

## خصوصیات
استیوردال ۹۳۸٫۰۵ کیلومترمربع مساحت دارد.

## خواهرخوانده
شهر Ragunda Municipality خواهرخواندهٔ استیوردال هست.